# Туанку Азлан Мухібуддін Шах
Султан Туанку Азлан Мухібуддін Шах ібні аль-Мархум Султан Юсуф Ізуддін Гафарулла Шах (англ. Tuanku Muhibuddin Azlan Shah ibni al-Marhum Yusuf Izzuddin Shah Ghafarullahu-Lah; 19 квітня 1928, Бату Гаджа, Перак — 28 травня 2014, там же) — султан Перака (1985—2014), король Малайзії (Янг ді-Пертуан Агонг) з 26 квітня 1989 по 25 квітня 1994 року. У 1986-2014 роках також був президентом (канцлером) Університету Малайя. 

## Життєпис
Син султана Перака Юсуфа Іззуддіна Шаха (1890-1963, правив у 1948-1963 рр.). Шкільну освіту отримав у Малайї. Потім вивчав право у Великій Британії, в Ноттінгемському університеті, у 1954 році в Лондоні отримав право займатися адвокатською діяльністю. Після повернення на батьківщину - суддя, пізніше - Лорд-президент Верховного суду. У 1984 році Азлан Шах стає віце-султаном, а з 1985 року - султаном Перак. 2 березня 1989 року обирається Радою султанів Янг ді-Пертуан Агонгом, тобто правителем Малайзії - на зміну султану Джохору Махмуду Іскандару Ізмаїла, дев'ятим королем цієї країни. Протягом чотирьох років до цього він обіймав посаду Тімбалан Янг ді-Пертуан Агонг, був віце-королем Малайзії. За роки свого правління Азлан Шах особливу увагу приділяв згуртуванню багатонаціонального народу Малайзії.
Крім своєї політичної діяльності, султан Азлан Шах відомий як куратор і канцлер Університету Малайя в Куала-Лумпурі і голова Азійської хокейної федерації на траві. У його честь названий «Кубок султана Азлан Шаха», що розігрується на турнірі чоловічих хокейних команд, а також аеропорт Султана Азлан Шаха в Іпох. Пост віце-канцлера Малайського університету до речі займає син і спадкоємець Назрін Муізуддін Шах.
Кавалер орденів Лазні, Раджамітрабхорна, Св. Іоанна, За заслуги перед ФРН, Вищого ордена Хризантеми, Почесного знака За заслуги перед австрійською Республікою, «Мугунхва», Зірка Індонезії та ін.
28 травня 2014 року помер.